# 1755 en France
Chronologie de la France
- 1751
- 1752
- 1753
- 1754
- 1755
- 1756
- 1757
- 1758
- 1759

Cette page concerne l’année 1755 du calendrier grégorien.

## Événements
- 13 janvier : Vergennes est nommé Ministre plénipotentiaire à Constantinople (fin le 25 avril 1768)[1].

- 1er mars : le prix des billets des trois loteries qui se tirent à Paris est augmenté de 20 à 24 sols. Deux sols sont affectés à l’augmentation des lots et deux sols à la construction de l’église Sainte-Geneviève[2].
- 6 mars : naissance à Sauve de Jean-Pierre Claris de Florian.
- 18 mars : le Parlement de Paris décide par arrêt que la bulle Unigenitus, motif de la crise, n’a pas le caractère d’une loi. Le conflit avec le roi reprend[3]. Le 4 avril, un arrêt du Conseil du roi casse cet arrêt du Parlement[4].
- Mars : création d’une loterie royale au capital de 32 millions de livres[5].

- Avril : l’armateur malouin Jacques Montaudouin rédige ses Observations sur la Compagnie des Indes. Il dirige un lobby hostile au monopole de la Compagnie des Indes, composé d’hommes d’affaires marseillais ou malouins. L’économiste Vincent de Gournay dans son rapport du 26 juin, l’abbé Morellet et le physiocrate Dupont de Nemours les soutiennent[6].

- 3 mai : départ de Brest d’une flotte commandée par Dubois de La Motte qui transporte des renforts militaires au Canada sous les ordres du baron de Dieskau[7].
- 25 mai-4 novembre : assemblée du clergé[8]. Au sein de l’assemblée se manifeste une tendance dure en faveur de l’Unigenitus. Le roi et les ministres sollicitent la médiation du pape Benoît XIV, qui prend langue avec l’ambassadeur Stainville (Choiseul), partisan d’une ouverture[9].

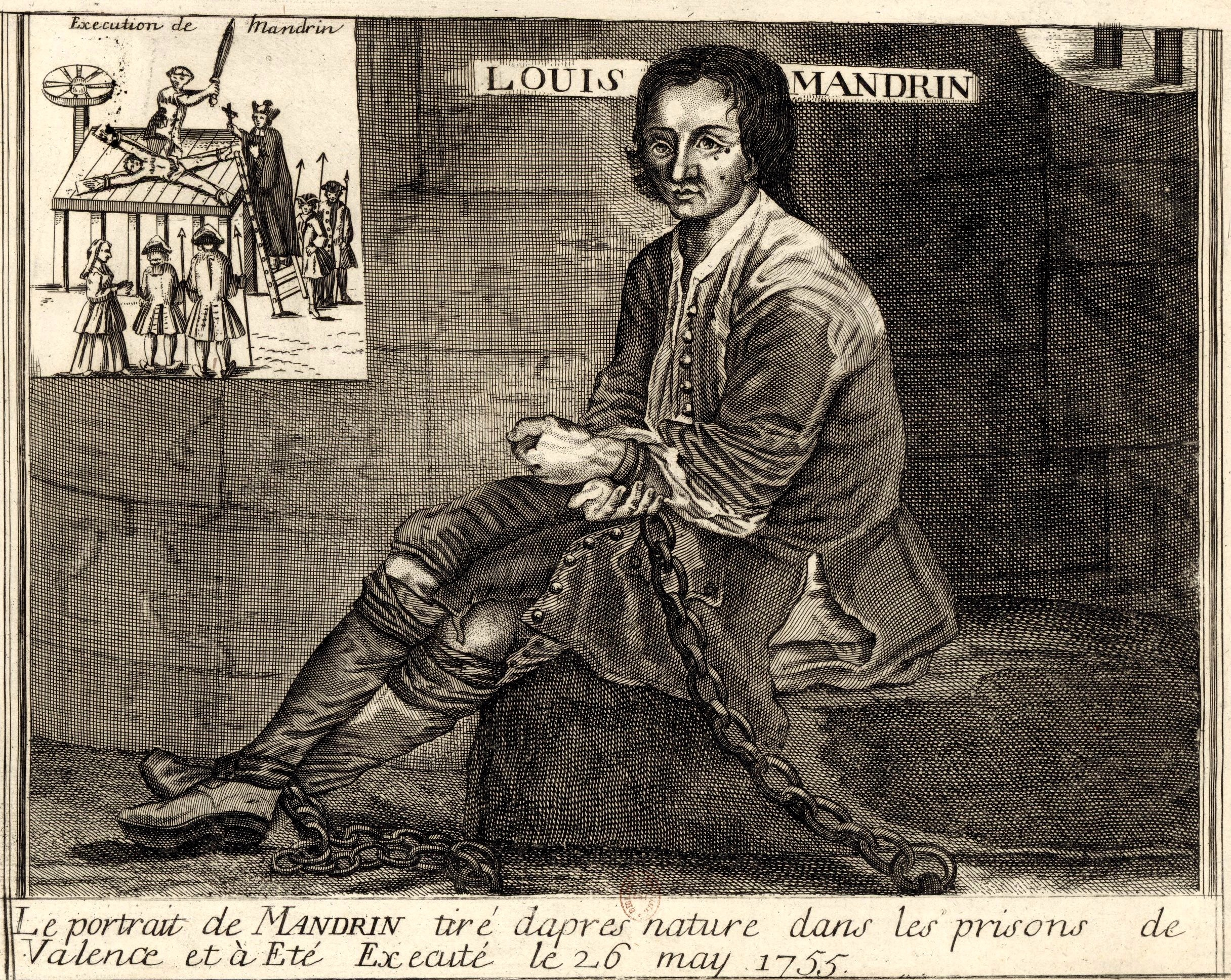
Le portrait de Mandrin tiré d'après nature dans les prisons de Valence et a été réalisé le 26 mai 1755

- 11 mai : le brigand Louis Mandrin (1724-1755) qui s’attaquait aux caisses des impôts ou des villes en Dauphiné est pris à Rochefort en Savoie à la suite d’une trahison, jugé (24 mai) puis roué vif à Valence (26 mai). Des « mandrinades », petites revues à bon marché, circulent pour immortaliser ses exploits[10].
- 6 juin : l’assemblée du clergé accorde un don gratuit ordinaire de 16 millions de livres[11].
- 8-10 juin : deux vaisseaux français, Lys et Alcide, sont capturés par les Britanniques commandés par Edward Boscawen près de Terre-Neuve[12]. Le navire Dauphin Royal échappe à la capture.
- 16 et 17 juin : prise de Fort Beauséjour et  Fort Gaspareaux. L’Acadie est entièrement sous le contrôle des Britanniques, qui en chassent les resortissants français[13].

- 9 juillet : Langlade bat une expédition britannique  conduite par le major Braddock qui tentait de s’emparer de la vallée de l’Ohio à la bataille de la Monongahela[14].

- 19 août - 4 septembre : séjour de Stanislas Leszczynski à Versailles[15].

- 4 octobre : le duc de Duras, ambassadeur en Espagne, rappelé par lettres du 12 septembre quitte Madrid[16]. En octobre, le roi Ferdinand VI ne renouvelle pas le Pacte de famille et déclare sa neutralité dans le conflit franco-anglais[14].
- 10 octobre : une déclaration royale ordonne que les actes du Grand Conseil concernant les matières de sa compétence seraient exécutées partout sans l’autorisation des Parlements. Dans ses remontrances du 27 novembre, le Parlement de Paris affirme, l’« indispensable nécessité de l’enregistrement au Parlement pour que quelque acte que ce puisse être acquière le caractère législatif »[17]. La dispute de compétence entre le Châtelet et le Grand Conseil, tribunal qui se veut suprême et soutenu par le roi Louis XV, aboutit à souder les magistrats des cours mineures contre le Grand Conseil et contre l’État (1756). Louis-Philippe d’Orléans, premier prince du sang, se rallie au Parlement de Paris dans cette affaire[18].

- 11 novembre :
  - émission d’un emprunt à lots de 30 millions de livres en 50 000 billets de 600 livres[19].
  - parti de Louisbourg vers la France, le navire Espérance est attaqué par la flotte britannique dans le golfe de Gascogne[20].
- 16 - 18 novembre : seconde Constitution corse votée à la Cunsulta di Corti[21].
- 17 novembre : naissance du comte de Provence[15].
- 30 novembre - 1er décembre : crue automnale du Rhône[22].

- 21 décembre : Louis XV adresse un ultimatum à la Grande-Bretagne pour que ses navires et marins lui soient restitués. Il menace de déclarer la guerre[23].

- Voyages du rabbin de Jérusalem Haïm Itzhak ben David Azoulay (Hida) en France (1755 et 1777). Après avoir visité les communautés juives de Bordeaux et de Bayonne, il est reçu par Louis XV[24].